# František Kotlaba
František Kotlaba (ur. 20 maja 1927 we Vlastiboře, zm. 11 czerwca 2020 w Pradze) – czeski mykolog.
Po ukończeniu nauk przyrodniczych i pedagogiki na Uniwersytecie Karola w Pradze Kotlaba w 1957 r. otrzymał stanowisko w Muzeum Narodowym w Pradze. W latach 1962–1990 był pracownikiem naukowym Akademii Nauk Republiki Czeskiej w Průhonicach, Kotlaba przez długi czas był redaktorem czasopisma Česká Mykologie i jest autorem kilku książek, z których część ma charakter naukowy. Wiele mu zawdzięczające czasopismo mykologiczne Česká Mykologie poświęciło mu w 2007 roku z okazji 80. urodzin całe wydanie. Również w 2007 roku na jego cześć nazwano nowo utworzony rodzaj grzybów Frantisekia.
Główne obszary badań Kotlaby to taksonomia, biogeografia i ekologia pieczarkowców (Agaricales) i borowikowców (Boletales). Oprócz tego opublikował kilka prac dotyczących ochrony grzybów. Wraz ze Zdenkiem Pouzarem w 1972 r. wpłynął na taksonomię grzybów, definiując po raz pierwszy rodziny grzybów Entolomataceae i Pluteaceae w Ceská Mykologie. Nazwy tych rodzin są nadal w użyciu.
Wraz ze Zdenkiem Pouzarem jest autorem opisu nowych gatunków grzybów. Przy utworzonych przez niego taksonach dodawany jest skrót jego nazwiska Kotl.